# 醒獅 (電影)
《醒獅》是一部香港電影，2007年4月26日在香港上映。由吳鎮宇和麥子善擔任導演。 編劇是林超榮。 演員有吳鎮宇、黃秋生、毛舜筠、林苑及林子聰等。

## 演員
- 吳鎮宇 飾 阿雞
- 黃秋生 飾 舅公
- 毛舜筠 飾 三妹
- 林子聰 飾 阿九
- 林　苑 飾 嘉碧

### 客串
- 鄭中基 飾 打火基，令壽堂舞獅者
- 森　美 飾 油占多，架勢堂舞獅者
- 張敬軒 飾 小張，電視台記者

## 外部連結
- 《醒獅》官方網站
- 開眼電影網上《醒獅》的資料（繁體中文）
- 香港影庫上《醒獅》的資料（繁體中文）
- 时光网上《醒獅》的資料（简体中文）
- 豆瓣电影上《醒獅》的資料 （简体中文）
- 爛番茄上《醒獅》的資料（英文）
- AllMovie上《醒獅》的资料（英文）
- 互联网电影数据库（IMDb）上《醒獅》的资料（英文）